# Claude Andrey
Claude Andrey (Genève, 3 juni 1951) is een Zwitsers voormalig voetballer en trainer die speelde als middenvelder.

## Carrière

### Speler
Andrey speelde gedurende zijn carrière voor verschillende clubs in Zwitserland. Hij begon bij Étoile Carouge maar wist in 1971 te tekenen bij Grasshopper, daar speelde hij maar één seizoen en keerde terug naar Étoile Carouge. Lang bleef hij er niet want het seizoen erna speelde hij voor Neuchâtel Xamax.
Langer bleef hij spelen voor Servette van 1974 tot 1980, hij werd ermee kampioen in 1979 ook won hij in 1978 en 1979 de beker. In 1980 speelde hij voor de Franse tweedeklasser Grenoble Foot 38. Het jaar erop speelde hij bij FC Sion, maar weeral voor maar één seizoen. Hierna speelde hij terug bij Neuchâtel Xamax, en het seizoen erop bij het Franse FC Mulhouse.
Bij Lausanne-Sport speelde hij twee seizoenen alvorens zijn carrière af te sluiten bij FC Bulle.

### Internationaal
Hij speelde negen interlands voor Zwitserland waarin hij niet tot scoren kwam.

### Trainer
Hij was het laatste seizoen bij FC Bulle speler en trainer en blijft er coach tot in 1988, hij vertrekt naar FC Renens. Van 1990 tot 1992 was hij trainer van FC Chiasso, het seizoen erop was hij coach bij FC Sion.
Van 1993 tot 1996 was hij trainer bij FC Basel maar na drie seizoen moet hij er vertrekken en gaat hij de jeugdelftallen van Kameroen trainen. In dezelfde tijd werd hij hoofdcoach van het Kameroense Tonnerre Yaoundé. Zijn avontuur in het buitenland duurt nog even voort wanneer hij trainer werd bij Apollon Pontou hierna keert hij kort terug naar Zwitserland bij Étoile Carouge FC.
Hij werd in 2004 trainer van de Tunesische club Espérance Tunis tot in 2005, in 2006 werd hij coach van Yverdon-Sport na twee seizoen stopt hij als trainer.

## Erelijst
- Servette FC Genève
  - Landskampioen: 1979
  - Zwitserse voetbalbeker: 1978, 1979